# Remutaka Forest Park
Der Remutaka Forest Park ist ein unter Naturschutz stehender Wald in der Region Wellington auf der Nordinsel von Neuseeland. Der Park untersteht dem Department of Conservation.

## Namensänderungen
Im Oktober 2017 änderte der New Zealand Geographic Board die Schreibweise aller geographischen Namen, die die Namensbezeichnung „Rimutaka“ beinhalteten in „Remutaka“, was in der Sprache der Māori soviel bedeutet, wie „Platz oder Ort zum Sitzen“. Die zuvor benutzte Schreibweise des Namens ergab für die einheimischen des Landes keinen Sinn.

## Geographie
Der rund 22.000 Hektar große zusammenhängende Park befindet sich mehr in den östlichen Bergen der Remutaka Range, zwischen Wellington Harbour, Lower Hutt und Upper Hutt im Westen und dem Lake Wairarapa sowie dem Raumahanga River im Osten. Das Gebirge sowie der Park besitzen eine Südwest-Nordost-Ausrichtung und werden im Süden durch die Palliser Bay begrenzt und finden im Norden am New Zealand State Highway 2 ihre Begrenzung. Die höchste Erhebung der Bergkette befindet sich im südöstlichen Teil des Parks und kommt mit dem Mount Matthews auf eine Höhe von 941 m. Der Park selbst erstreckt sich über eine Länge von 40 km und misst einer seiner breitesten Stelle im südlicheren Teil rund 16 km.
Zu erreichen ist der Park von Westen aus über die südöstlichen Suburbs von Lower Hutt und von Norden aus über den New Zealand State Highway 2.

## Geschichte
Der Wald der Remutaka Range wurde im Jahr 1972 als Forest Park ausgewiesen und bekam damit Schutzstatus und im Mai 2006 begann der Remutaka Forest Park Trust damit, den North Island Brown Kiwi in dem Park wieder zu beheimaten.